# Allium pshikharvicum
Allium pshikharvicum — вид квіткових рослин з підродини цибулевих (Allioideae). Ендемік Таджикистану.